# 白背蒲儿根
白背蒲儿根（学名：Sinosenecio latouchei）是菊科蒲儿根属的植物，是中国的特有植物。分布在中国大陆的江西、福建等地，生长于海拔170米的地区，见于沟边潮湿处以及山谷湿处，目前尚未由人工引种栽培。

## 异名
- Senecio latouchei J. F. Jeffrey